# Кос Корнелий Лентул (консул 60 г.)
Вижте пояснителната страница за други личности с името Кос Корнелий Лентул.
Кос Корнелий Лентул (на латински: Cossus Cornelius Lentulus) е политик и сенатор на Римската империя през 1 век по времето на император Нерон.
Син е на Кос Корнелий Лентул (консул 25 г.).
През 60 г. Лентул е консул заедно с Нерон (от януари до юни).